# 臺北市私立大同高級中學
臺北市私立大同高級中學，簡稱私立大同或私大同，是中華民國臺北市中山區的私立綜合高中，為大同公司所創設的高級中等學校。設立之初為初職，後為高職，民國80年增設普通科後改為高級中學，高職部就更銜為附設(屬)。創辦人為林尚志，並派林挺生兼任大同公司董事長、大同大學校長和大同高中校長三職。第二任校長陳火炎。第三任、現任校長為孔令明。
早期高職設「機、電、商」三科，全校共九班且只招收男生，因此當時的生活輔導管理嚴謹，亦有「大同軍校」之稱；1989年以後商業經營科改名為資料處理科並開始招收女生，1991年開始增設普通班一班(男女合班)。
早期在校內會以「大學部」和「高中部」來區別。雖然大同高中和大同大學同屬大同公司體系，但兩者為獨立學校並不是大學附中體制，也並無可直升大同大學的特殊管道；直至2024年7月教育部審議通過兩校整併案，兩校先整合董事會與學校法人。

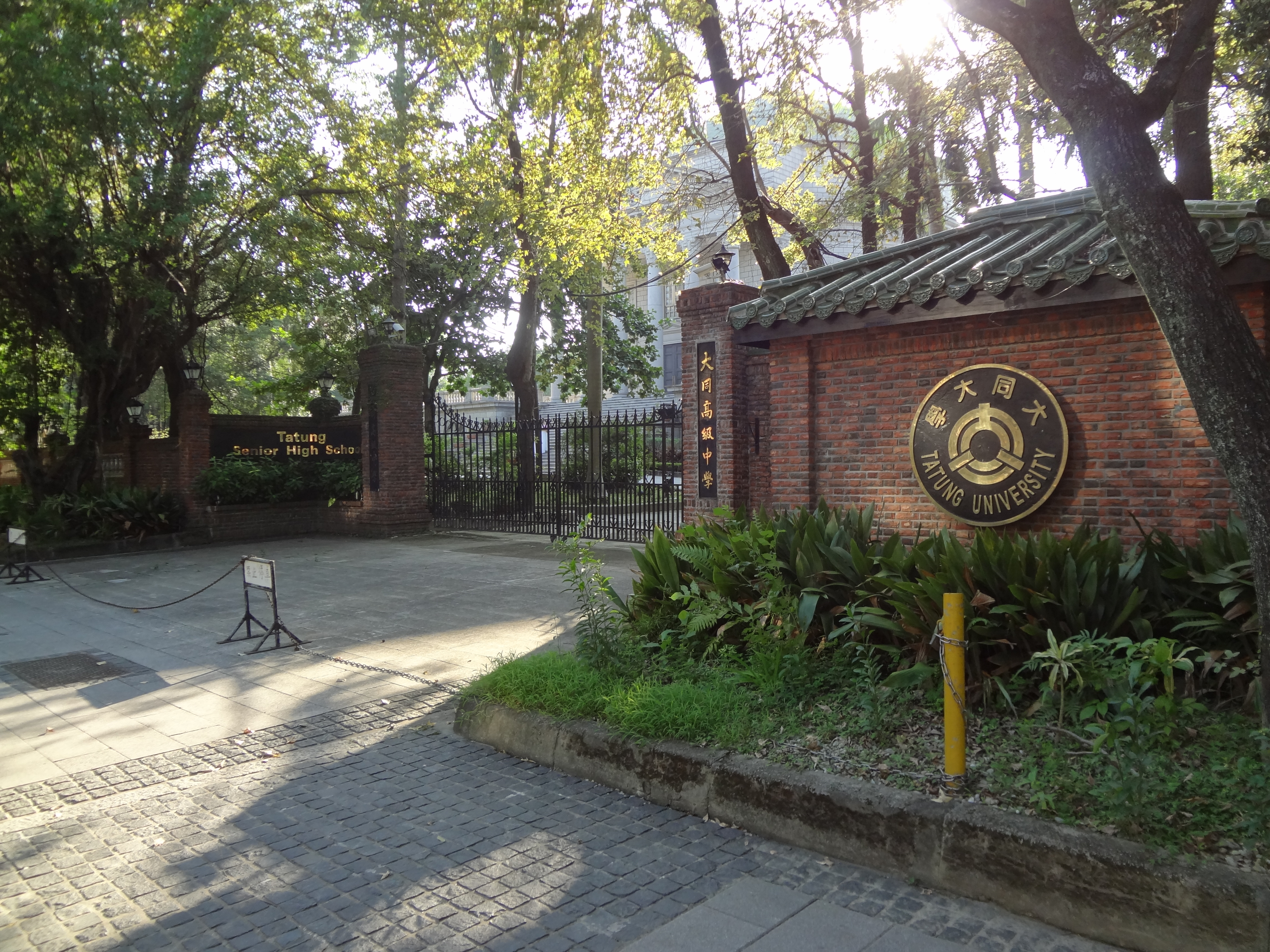
大同高中大門，右側圍牆釘掛大同大學校徽

## 沿革
1942年創辦人林尚志創辦大同初工，並派林挺生先生就任教授校長董事長職務。目前有高職部及高中部：資料處理科(3班)、資訊科(3班)及普通科(18班)，三個年級合計共27班。高職部一個年級只設立一個班級，高電○、高資○區別科別和年級，例如高資三就是資料處理科三年級。普通科一個年級五個班級，以正、誠、美、德、慧分班。
民國92年增設綜合高中，班級編號為正、誠、勤、儉，同年進修學校停招。
民國96年綜合高中停招，併在普通科，班級編號為正、誠、勤、儉、美、德。
民國109年成立足球隊。
民國110年電子科更名為資訊科。
民國111年機械科停招，同年足球隊正式嫁接台灣石虎足球隊。
民國112年，啟動台加2+1雙聯學制。
民國113年財團法人大同大學與台北市私立大同高級中學法人合併，合併後法人更名為「協志學校財團法人」。

## 歷任校長[4]
| 任期     | 姓名   | 任職期間           | 備註                                   |
| -------- | ------ | ------------------ | -------------------------------------- |
| 第一任   | 林挺生 | 1942~2006/05       | 2006/05/10因腎衰竭過世                 |
| 代理校長 | 陳火炎 | 2006/05~2006/09/28 | 因第一任校長過世由時任教務主任代理校長 |
| 第二任   | 陳火炎 | 2006/09/29~2020/02 |                                        |
| 代理校長 | 孔令明 | 2020/02~2020/07/31 | 教務主任代理校長                       |
| 第三任   | 孔令明 | 2020/08/01~迄今    |                                        |

## 學校象徵
校徽
紅色線條為主，其代表文字為「志」(上為士，下為心)，也有人延伸為三個「心」。
校訓
正誠勤儉、工業報國。

正：正心、正身、正言、正行。
誠：誠心、真誠、熱誠、同理心。
勤：勤奮、開源、積極、激發潛能。
儉：節流、努力、善用時間及資源。
吉祥物
綠色大同寶寶(紅色大同寶寶代表公司，綠色代表高中與大學)，學校會給每一位畢業生綠色的大同寶寶為紀念品，會刻上畢業年度。
校服書包===
制服：
女生：米色、白色兩種上衣搭黑色長褲，是中華民國少數沒有配發裙子的高中。
男生：卡其色上衣搭卡其色長褲。
體育服：
男女均為橘色運動衣搭深藍色運動長褲，外套為上白下藍(100學年度開始，原為深藍色)。
註：另有黑色毛衣，背心，並於104學年度增加黑色運動短褲。
書包：
為綠色帆布製，上印有黑色大同高中四字；於100學年度時，首次推出限量黑色背包（上縫有白色TATUNG HIGH SCHOOL字樣），而101～104學年度，均有推出限量黑色背包（樣式均與前一年不同），105學年度起，背包列入學校制式書包。

## 學生團體

### 學生聯會
學生會(前身為學生實習廠)
由二年級學生會會長招募學生組成，負責協助學校多數活動。
畢聯會
由該年度畢業生代表組成。

### 學校組織
秩序稽查
每年由各班推派代表加入，負責早上校門口遲到登記(已改由各班自行登記)、週會動線規劃、上課時間在外逗留登記等。
衛生糾察
每年由各班推派代表加入，負責每日衛生用品更換、整潔評分(整潔評分自102學度開始改由週值教師評分)。

### 學生社團[7](105學年度)
藝文性
運動性
音樂性
服務性
才藝性
康樂性

## 校友
- 紀培慧(96級畢業生)：藝人，2011年以「他們在畢業的前一天爆炸」獲得第46屆電視金鐘獎迷你劇集最佳女配角。
- 林萬興：台灣晶技科技創辦人、總經理。
- 徐晨軒：國際時裝模特兒。

## 外部連結
- 大同高中 （页面存档备份，存于）